# Tercera guerra israelita-aramea
Tercera guerra israelita-aramea, se llama así a la guerra que hubo entre el Reino Arameo de Damasco (con Ben-Hadad II como rey) y el reino de Israel con Acab como rey.
El conflicto bélico comenzó cuando los arameos comenzaron a envidiar el progreso económico que tenía Israel bajo el reinado de Acab, por lo que Ben-Hadad II, convencido de que era más poderoso militarmente que Acab, marchó contra Samaria (capital de Israel) con 32 reyezuelos vasallos y mando mensajeros a Acab exigiéndole su rendición, y que le entregara sus mujeres, sus hijos y todas sus pertenencias de mejor calidad, a lo que Acab no ofreció resistencia. Nuevamente Ben-Hadad envió mensajeros, para repetirle la advertencia, pero esta vez añadió, que sus siervos registrarían todo el palacio de Acab, tomarían sus pertenencias y se marcharían. Por lo que Acab se enfadó mucho, y habló del asunto con los ancianos de la ciudad, los cuales le dijeron que no accediera a las demandas de Ben-Hadad II.
Acab mandó a decir a Ben-Hadad II que accedería a todo menos a lo que pidió en el segundo mensaje, por lo que Ben-Hadad, le dijo que pelearía contra él y destruiría Samaria. Acab le respondió diciendo que no se enalteciera tanto, ya que la batalla aún no comenzaba. Cuando Ben-Hadad oyó esto mandó bajo los efectos del vino a que se prepararan para destruir Samaria.
Mientras tanto a Acab se le apareció un profeta, diciéndole que el Señor le daría la victoria, para que supiera que el Señor era el único Dios. El profeta le dio indicaciones de cómo debían pelear la batalla diciéndole a Acab que él sería el primero que atacaría a los sirios. Por lo que Acab pasó revista a sus tropas, que eran 7000 hombres y salieron de la ciudad para atacar a los arameos. Ben-Hadad, embriagado cuando supo la noticia mandó que los capturaran vivos, pero los israelitas mataron a cada uno de los que venía contra ellos. Entonces Ben-Hadad huyó y Acab se apoderó de los carros (los que pudo usar tres años más tarde contra los asirios en la batalla de Qarqar.
Luego el profeta se le presentó nuevamente a Acab diciéndole que al próximo año Ben-Hadad lo atacaría nuevamente, mientras tanto, los derrotados sirios comenzaron a idear un nuevo plan. Los consejeros de Ben-Hadad le dijeron que los dioses israelitas eran dioses de montes, pero si peleaban en las llanuras, sus dioses no tendrían poder y los vencerían. Entonces Ben-Hadad cambió a sus reyezuelos vasallos y puso capitanes sirios en su lugar, y rearmó su ejército. Un año después Ben-Hadad acampó con su ejército en Afec, Acab hizo lo mismo con su ejército, entonces el profeta se apareció nuevamente diciéndole que como los sirios habían dicho que el Señor era Dios de solo los montes, los arameos serían derrotados nuevamente.
Al séptimo día comenzó la batalla, la victoria israelita fue contundente, en un solo día los israelitas mataron a 100 000 hombres, los demás huyeron a la ciudad de Afec, pero sus muros cayeron muriendo 27 000 hombres. Ben-Hadad huyó siendo perseguido por tropas israelitas. Al verse acorralado, decidió entregarse voluntariamente a la misericordia de Acab. Haciéndose su siervo voluntariamente, pero Acab lo perdonó sin resentimientos. Y los dos reyes hicieron un trato, el cual comprendía que Ben-Hadad II entregaría a Acab todos los territorios que su padre había conquistado a los predecesores de Acab, aparte a Acab se le permitiría tener negocios en Damasco, así como Ben-Hadad II los tenía en Samaria.

## Posguerra
Luego de esta guerra un profeta disfrazado (no se menciona su nombre, pero Josefo sostiene que es Micaia), le dice a Acab, mediante una metáfora, haciéndose pasar por un soldado al cual se le había escapado un prisionero arameo, el cual había quedado bajo su cuidado a costo de su vida si es que se escapaba. Entonces cuando fue a presentarse ante Acab, este le repitió su sentencia. Ahí el profeta se dio a conocer, y lo condenó ya que Dios había dejado en sus manos la vida de Ben-Hadad II, pero él le perdonó la vida, por lo que el profeta sentenció que Acab iba a morir en lugar de Ben-Hadad II. Esta profecía se cumplió tres años más tarde. En esos tres años los arameos y los israelitas estuvieron en paz y amistad, tanto así que junto a otros 10 reyes se unieron para detener el avance de Salmanasar III rey de Asiria; éstos se enfrentaron en la batalla de Qarqar, en la cual los aliados lograron derrotar a Salmanasar. Solo meses más tarde volvieron las hostilidades entre Siria e Israel, en la cuarta guerra israelita-aramea, en la cual Acab fue muerto por tropas de Ben-Hadad II.